# Il Giornale di Sardegna (1795-1796)
Il Giornale di Sardegna è stato il primo quotidiano pubblicato nell’isola, pubblicato a Cagliari dal 1795 al 1796, organo del movimento angioiano, era un gazzettino a carattere politico, redatto da quattro collaboratori di Giovanni Maria Angioy e diretto dal teologo Giuseppe Melis Atzeni.